# Eugene Garfield
Eugene Garfield (Nova York, 16 de setembre de 1925 - Filadèlfia, 26 de febrer de 2017) fou un lingüista, gestor d'informació i empresari nord-americà. Ha estat considerat com un dels investigadors més destacats dins el camp de la bibliometria i se'l reconeix com un dels fundadors de la cienciometria.

## Biografia
Eugene Garfield va néixer el 1925 a Nova York i va ser educat en un família jueva italianolituana. Després de llicenciar-se en química a la Universitat de Colorado (Boulder) i a la Universitat de Califòrnia (Berkeley), el 1948 va obtenir el diploma de màster en Biblioteconomia i va començar a treballar com a químic i consultor en informació química de l'empresa farmacèutica Evans Research and Development Corp. E. Garfield va acabar la seva formació acadèmica a la Universitat de Pennsilvània (Filadèlfia), on se li va conferir amb un doctorat en Lingüística Estructural el 1962. El títol de la seva tesi va ser "Un algoritme per a la traducció de denominacions químiques a fórmules moleculars".
Anteriorment, el 1955 Garfield creà l'empresa DocuMation Inc. en la qual començà a oferir nous productes bibliogràfics i documentals a partir d'una base de dades de referències bibliogràfiques, en les quals cada registre afegia la seva bibliografia. El 1960 fundà l'Institut per a la Informació Científica (ISI), a Filadèlfia, Pennsilvània, el qual serà adquirit per Thomson el 1992 i tindrà importància a partir del 2008 de la divisió de ciència de l'empresa Thomson Reuters. E. Garfield ha estat el responsable de molts productes bibliogràfics innovadors: el Current Contents, el Science Citation Index (SCI), i altres bases de dades de citacions com el Journal Citation Reports, i l'Índex Chemicus. A més, és l'editor i fundador de The Scientist, una important revista de notícies científiques en l'àmbit de les ciències de la vida. El 2003, l'Esola d'Informació de la Universitat del Sud de Florida el va tenir com a professor conferenciant en la càtedra Alice G. Smith. El 2007, va llançar HistCite, un programari d'anàlisi i visualització de dades bilbiomètriques.
Seguint les idees inspirades per Vannevar Bush en el famós article de 1945 "As we may think", Garfield va emprendre el desenvolupament d'un índex de citacions exhaustiu que mostrés la propagació de pensament científic. Segons Garfield, "l'índex de citacions pot ajudar a un historiador a mesurar la influència d'un article—és a dir, el seu ′factor d'impacte′". La creació del Science Citation Index va fer possible calcular el factor d'impacte, el qual presumptament mesura la importància de revistes científiques. El seu instint emprenedor va reconvertir un procediment mètric reservat per a especialistes en una exitosa empresa. El treball de Garfield va anar dirigit també al desenvolupament de diversos algoritmes de recuperació de la informació, com Hits i Pagerank. Ambdós utilitzen l'estructurat de citacions entre pàgines web a través dels hiperlinks.
L'Association for Library and Information Science Education té un fons per a la recerca doctoral mitjançant un premi que duu el nom d'Eugene Garfield, qui ha rebut molts premis i distincions. Entre ells es poden mencionar els següents: el 1975 va ser guardonat amb el Premi ASIS&T al Mèrit Acadèmic; el 1984 va rebre la medalla John Price Wetherill i la Medalla Derek de Solla Price; el 2000 la medalla d'or de la Fundació Prof. Kaula; el 2007 el premi Richard J. Bolte Sr. El Consell de Govern de la Universitat de Barcelona va aprovar, el 25 de juny de 2015, la concessió del grau de Doctor honoris causa a Eugene Garfield, a proposta de la Facultat de Biblioteconomia i Documentació. Finalment, el 14 de juny de 2016, té lloc, al Paranimf a la Universitat de Barcelona, l'acte de concessió del doctorat honoris causa en una cerimònia on, també, rep aquest grau, l'historiador Paul Preston, reconegut especialista en història contemporanis d'Espanya.

## Fundació de l'Institut per a la Informació Cièntifica (ISI)

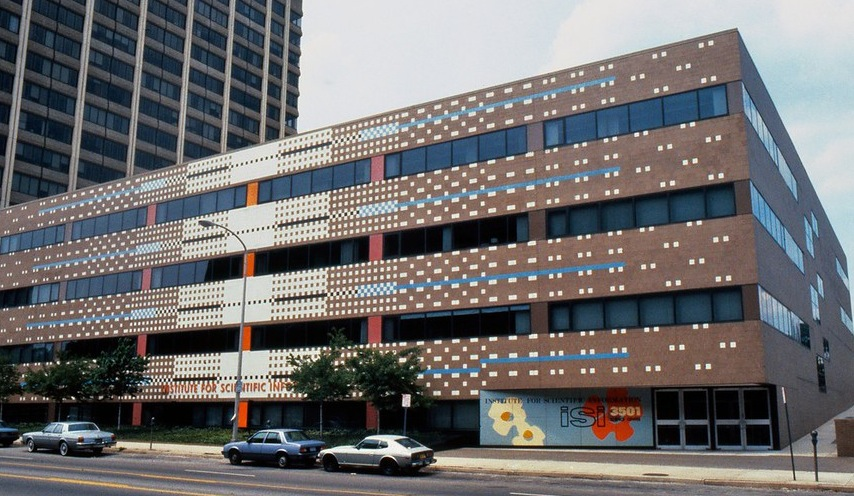
Institute for Scientific Information (ISI)

Després d'acabar el Projecte Welch, el 1953, Eugene Garfield funda el 1955 una empresa anomenada DocuMation Inc. que oferia productes bibliogràfics i documentals de nous. Garfield volia fer una base de dades de referència que fos barata, sense indexació i resum. Aquesta base de dades inclouria les cites que els autors posaven a peu de pàgina i al final de l'article. Amb cada article nou que afegia, calia refer tota la indexació de les obres esmentades en aquesta mateixa edició, assignant noves matèries que mai hauria previst l'autor de l'obra inicial. Per poder rendibilitzar la producció, va escollir un grup reduït de les millors revistes basant-se que aquestes serien les que els autors citaven més.
Al principi, el seu projecte va trobar serioses dificultats de finançament, ja que institucions com Chemical Abstract o la National Science Foundation no veien el projecte interessant. Així i tot, publica amb èxit el 1955 els Currents Contents Connect, un butlletí de sumaris de publicacions periòdiques i obres col·lectives. El 1959 apareix l'Index Chemics, un índex de cites sobre components químics i fórmules moleculars.
El 1960, l'empresa passa a dir-Institut per a la Informació Científica (Institute for Scientific Information, ISI) i el 1961 llança el seu índex de cites sobre genètica anomenat Genetic Citatio Index. El producte documental té una gran repercussió i Eugene Garfield rep el suport del Premi Nobel de Medicina de 1958 Joshua Lederberg i el finançament de l'Institut Nacional de Salut dels EUA.
Els productes documentals més importants de l'ISI són la Web of Science (citation index), composta per tres bases de dades que recullen articles sobre ciència i tecnologia (des de 1900), ciències socials (des de 1956) i arts i humanitats (des de 1975); també recull les cites que els científics en els seus treballs fan sobre altres treballs. També és molt important el Journal Citation Reports, on s'indica quines són les revistes més citades en el seu àmbit i, per tant, les més importants.
Eugene Garfield ha creat la Web of Knowledge (WoK), una plataforma integrada basada en la web, que recull tots els productes informatius derivats dels seus invents. Aquest accés no és gratuït.
El 2007, Garfield va llançar un nou producte: el programari historiogràfic HistCite, un programa algorítmic que permet treballar amb grans conjunts de dades de la Web of Science.
En conjunt, l'Institut per a la Informació Científica (ISI) permet avaluar l'acompliment de la investigació individual, institucional i per zones geogràfiques. També permet confeccionar mapes de la història de la ciència, així com la seva representació gràfica. Així mateix, els gestors de política científica obtenen dades i indicadors que els ajuden a fonamentar les seves decisions.
Tot i que el ISI ha estat criticat per establir biaixos idiomàtics a favor de l'anglès, la veritat és que va revolucionar el món de la investigació i avaluació de la ciència, marcant un abans i un després.